# Sozialethik
Unter Sozialethik oder soziale Ethik (selten Gesellschaftsethik) versteht man die Teilbereiche der angewandten Ethik, die sich mit der sozialen Ordnung und den gesellschaftlichen Bedingungen eines guten Lebens befassen. Sie wird von der Individualethik abgegrenzt.
Bedeutendste Ausprägung ist die christliche Sozialethik. Als theologische Ethik ist sie entweder als Teilgebiet der Moraltheologie zu betrachten oder steht neben dieser. Enge Beziehungen bestehen zur politischen Philosophie. Außerhalb der christlichen Sozialethik gibt es wissenschaftliche Reflexionen über normative Vorgaben und Zielvorstellungen sozialen Verhaltens in der Sozialphilosophie sowie in der Gesellschafts- und Staats- und Wirtschaftstheorie.

## Abgrenzung
Die Sozialethik untersucht die Stellung des Individuums in der Gesellschaft und fragt nach Wertvorstellungen (wie Freiheit, Toleranz, Gerechtigkeit oder Nachhaltigkeit), den richtigen Strukturen für gesellschaftliche Institutionen (wie Recht, Wirtschaft, Unternehmensethik, Arbeit, Ehe, Familie, Migration, Kultur, Medien oder das Gesundheitssystem), dem gerechten Lohn und der Umsetzung dieser Themen in der Politik. Sie ist dabei auf sittliche Praxis bezogen, wobei nur Personen im moralisch relevanten Sinn Handlungen ausführen können.
Es geht der Sozialethik aber nicht um das Handeln einzelner Personen, sondern um die Solidarität, Subsidiarität und Kooperation verantwortlicher Personen unterschiedlicher Sozialbereiche. Diese wird häufig erst dann in gezielter Weise erfolgen, wenn die Öffentlichkeit auf bestimmte Fragen aufmerksam gemacht und für eine bestimmte Materie sensibilisiert ist (z. B. Fragen der Umweltethik). Das Soziale im eigentlichen Sinn setzt eine gewisse Konstanz voraus. Man spricht hier von Institutionalisierung, insofern es hier um überindividuelle Gemeinsamkeiten geht, die im Gegensatz zu spontanen und vorübergehenden Akten der Individuen in zeitlicher und räumlicher Perspektive eine gewisse Dauer aufweisen.
Viktor Cathrein vertrat die Ansicht, dass sich die Ethik direkt an die Individuen und nur indirekt oder mittelbar an die Gesellschaft richtet.  Die Ethik sei daher wesentlich als Individualethik aufzufassen. Dagegen wies Arthur F. Utz ausdrücklich auf die Eigenständigkeit der Sozialethik gegenüber der Individualethik hin, die er beide aus der „Personalen Ethik“ ableitete. Das Sozialethische sei immer dort gegeben, „wo zwischen zwei oder mehreren Menschen eine übergeordnete Einheit begriffen wird, in welcher nicht mehr dieser oder jener in seiner gesonderten Beziehung zum eigenen Ziel, sondern vielmehr beide zusammen als Ganzes erfaßt werden.“ Das Individuum könne keine vom Ganzen getrennten Zwecke verfolgen, da es sonst sinnwidrig handeln würde, weswegen Utz in gewisser Weise der Sozialethik eine Vorrangstellung gegenüber der Individualethik einräumt.

## Geschichte
Der Begriff der Sozialethik entstand im Kontext gesellschaftlicher Wandlungsprozesse des 19. Jahrhunderts und wurde erstmals von Alexander von Oettingen eingeführt. Er wollte damit eine neue Form der Ethik begründen, die eine „inductiv-numerische Erfahrungswissenschaft“ von den „sittlichen Bewegungsgesetzen“ sein soll.
Während der Ansatz von Oettingens primär von protestantischen Sozialkonservativen rezipiert wird, orientiert sich der Katholizismus an der „Soziallehre“ der Kirche. Durch neuscholastische Ethiker wurden Prinzipien einer „christlichen Gesellschaft“ aus dem „Naturrecht“ abgeleitet: „Personwürde“, Solidarität, Subsidiarität und Sozialpflichtigkeit des Privateigentums.
Einige protestantische Theologen wie Christian Palmer und Franz Hermann Reinhold Frank lehnen den Begriff Sozialethik ab, weil nicht gesellschaftliche Institutionen (Kirche, Staat, Nation), sondern allein die „einzelne Person“ als sittliches Subjekt gelten könne.
Mit wachsender Ausdifferenzierung der Gesellschaft erhielten sozialethische Konzepte immer mehr eine einheitsstiftende Funktion. Die Sozialethik etabliert sich dabei zu einer neben der Individual- und Personalethik gleichwertigen Disziplin. Seit dem Kulturkampf wird sie mit konkurrierenden sozialpolitischen Konzepten verbunden. Die 1892 gegründete Deutsche Gesellschaft für ethische Kultur, Moralphilosophen aus dem Umfeld des Marburger Neukantianismus sowie Soziologen wie Ferdinand Tönnies und Georg Simmel verwenden den Begriff der Sozialethik für eine moralische Kritik der herrschenden Zustände, die aus ihrer Sicht zu sehr durch ökonomische Faktoren geprägt sind.
Ernst Troeltsch bestreitet 1912 mit seiner Schrift Die Soziallehren der christlichen Kirchen und Gruppen (1912) die Möglichkeit, aus der christlichen Tradition verbindliche Maßstäbe zur Ordnung der Gesellschaft abzuleiten  und durch eine religiös inspirierte Sozialreform die Krisen der Moderne zu meistern. Er stößt damit eine intensive Debatte an, vermag sich aber mit seiner skeptischen Sicht in der protestantischen Theologie nicht durchzusetzen.
In den 1920er und 1930er Jahren wird die „Sozialethik“ in breiten protestantischen Kreisen zum Kampfbegriff gegen den liberalen Individualismus und „atomistische“ Gesellschaftskonzepte. Dies spiegelt sich auch in den von Karl Barth und Paul Althaus geführten Kontroversen um eine Begründung der Sozialethik  durch die lutherische Zweireichelehre  bzw. die reformierte Lehre von der „Königsherrschaft Jesu Christi“ wieder. Heinz-Dietrich Wendland verlangt, die Sozialethik in eine „Sozialtheologie“ zu überführen, die aus dem Glauben ein eigenes „Sozialprinzip“ ableitet und die „Gemeinschaft der Heiligen“  (Communio sanctorum)  zum verbindlichen Modell politischer Vergemeinschaftung erklärt.
Seit 1945 lassen sich in der Theologie beider Konfessionen verstärkt Ansätze zur disziplinären Verselbständigung der Sozialethik erkennen. Reinhold Seeberg gründet 1927 an der Berliner Universität erstmals ein eigenes Institut für Sozialethik, dem weitere folgen. Daneben werden eigene Lehrstühle für Sozialethik bzw. Soziallehre eingerichtet. Dies entspricht auch den politischen Bedürfnissen beider Großkirchen, die durch päpstliche Enzykliken bzw. Denkschriften Einfluss auf politische Entscheidungsprozesse und die moralische Kultur der Gesellschaft zu gewinnen versuchen. Das wachsende Gewicht der Sozialethik wird nach 1945 zudem durch die ökumenische Bewegung gestärkt.
Als wichtige Vertreter gegenwärtiger Debatten gelten Johannes Messner, Oswald von Nell-Breuning, Joseph Höffner, Anton Rauscher, Alfred Klose oder Friedhelm Hengsbach. Eine moderne Interpretation der Sozialethik liefert auch die „ökonomische Ethik“ der ordnungspolitisch ausgerichteten Schule von Ingo Pies und Karl Homann.